# Paul Birchard
Paul Birchard (...) è un attore statunitense che vive in Scozia e lavora in Inghilterra.
I suoi ruoli più importanti  al Royal National Theatre.

## Filmografia parziale
- Allan Quatermain e le miniere di re Salomone (King Solomon's Mines), regia di J. Lee Thompson (1985)
- Batman, regia di Tim Burton (1989)
- Memphis Belle, regia di Michael Caton-Jones (1990)
- Minaccia nell'Atlantico (Hostile Waters), regia di David Drudy – film TV (1997)
- Il sarto di Panama (The Tailor of Panama), regia di John Boorman (2001)
- Il quarto angelo (The Forth Angel), regia di John Irvin (2001)
- La parte degli angeli (The Angels' Share), regia di Ken Loach (2012)
- Love Bite - Amore all'ultimo morso (Love Bite), regia di Andy De Emmony (2012)
- The Veil – miniserie TV, puntata 1x06 (2024)

## Doppiatori italiani
Nelle versioni in italiano delle opere in cui ha recitato, Paul Birchard è stato doppiato da:
- Daniele Valenti in The Veil

Come doppiatore, è sostituito da:
- Oliviero Corbetta in Killzone: Mercenary